# 41
Năm 41 là một năm trong lịch Julius. 